# Salzstetter Horn
Salzstetter Horn ist ein mit Verordnung des Regierungspräsidiums Karlsruhe vom 31. Juli 1997 ausgewiesenes Naturschutzgebiet mit der Nummer 2.209 und ein gleichnamiges Landschaftsschutzgebiet mit der Nummer 2.37.048. 

## Lage
Das Naturschutzgebiet befindet sich im Naturraum Obere Gäue. Es liegt östlich des Ortsteils Salzstetten der Gemeinde Waldachtal und ist Teil des FFH-Gebiets Nr. 7516-341 Freudenstädter Heckengäu. Das Naturschutzgebiet wird ergänzt durch das Landschaftsschutzgebiet Nr. 2.37.048 Salzstetter Horn.

## Schutzzweck
Laut Verordnung ist der Schutzzweck:
- die Erhaltung und Förderung der naturnahen und artenreichen Halbtrockenrasen sowie der kleinflächigen Wacholderheiden mit ihrer speziellen Flora und Fauna;
- die Erhaltung und Förderung einer vielfältig ausgeprägten Staudensaumflora entlang von Feldhecken, Waldrändern und Wegen als ökologisch wichtige Übergangsbereiche unterschiedlicher Vegetationsstrukturen;
- der Schutz, die Erhaltung und Förderung der Hecken und Feldgehölze in beispielhafter Ausprägung und Vielfalt sowie der Lesesteinriegel als Bestandteile der historischen Kulturlandschaft auf Muschelkalk und als Nahrungs-, Lebens- und Rückzugsräume einer reichhaltigen Insekten-, Kleinsäuger- und Avifauna;
- die Erhaltung und Förderung einer vielfältig ausgeprägten Staudensaumflora entlang von Feldhecken, Waldrändern und Wegen als ökologisch wichtige Übergangsbereiche unterschiedlicher Vegetationsstrukturen;
- die Erhaltung und Förderung der auf Grund relativ extensiver Nutzung von Äckern bestehenden Ackerrandbegleitflora als bedrohte und gefährdete Pflanzengesellschaft;
- der Schutz, die Erhaltung und Förderung einer außergewöhnlich reichhaltigen und vielfältigen Tierwelt in einem beispielhaft erhaltenen Landschaftsausschnitt des Hecken- und Schlehengäus mit unterschiedlichsten Biotopstrukturen auf engstem Raum.

## Fauna
Auf den Feucht- und Nasswiesen des Gebiets siedelt der streng geschützte Dunkle Wiesenknopf-Ameisenbläuling.